# Munduruku bicoloratum
Genre
Espèce
Munduruku bicoloratum, unique représentant du genre Munduruku, est une espèce d'araignées mygalomorphes de la famille des Theraphosidae.

## Distribution
Cette espèce est endémique du Pará au Brésil,.

## Description
Le mâle holotype mesure 25,40 mm et la femelle paratype 22,00 mm

## Publication originale
- Miglio, Bonaldo & Pérez-MIles, 2013 : On Munduruku, a new theraphosid genus from Oriental Amazonia (Araneae, Mygalomorphae). Iheringia (Zoologia), vol. 103, p. 185-189 (texte intégral).